# Prix Sangeet Natak Akademi
Le prix Sangeet Natak Akademi, en hindi : Sangeet Natak Akademi Puraskar, est une récompense décernée par la Sangeet Natak Akademi (en), l'Académie nationale de musique, de danse et d'art dramatique indienne. Il s'agit de la plus haute reconnaissance indienne accordée aux artistes en exercice.
En 2003, le prix,consistait en une somme de 50 000 roupies, une citation, un angvastra (en) (un châle indien) et un tamrapatra (une plaque en laiton). Depuis 2009, le prix en espèces a été porté à 100 000 ₹.
Les prix sont décernés dans les catégories suivantes : musique, danse, théâtre, autres arts traditionnels et marionnettes, et pour la contribution/la bourse d'études dans les arts du spectacle.

## Récipiendaires
- 1987 : Shobha Gurtu